# IC 4295
IC 4295 је спирална галаксија у сазвјежђу Хидра која се налази на листи објеката дубоког неба у Индекс каталогу.
Деклинација објекта је - 29° 5' 20" а ректасцензија 13h 36m 34,4s. Привидна величина (магнитуда) објекта IC 4295 износи 14,3 а фотографска магнитуда 15,1. IC 4295 је још познат и под ознакама ESO 444-80, MCG -5-32-49, PGC 48035.